# Lindsey Butterworth
Lindsey Butterworth (* 27. September 1992 in Burnaby) ist eine kanadische Mittelstreckenläuferin, die sich auf die 800-Meter-Distanz spezialisiert hat.

## Sportliche Laufbahn
Erste Erfahrungen bei internationalen Meisterschaften sammelte Lindsey Butterworth im Jahr 2011, als sie bei den Panamerikanischen Juniorenmeisterschaften in Miramar in 4:36,91 min die Silbermedaille im 1500-Meter-Lauf gewann. 2015 nahm sie an der Sommer-Universiade im südkoreanischen Gwangju teil und belegte dort in 2:03,96 min den siebten Platz über 800 m und 2017 schied sie bei den Spielen der Frankophonie in Abidjan mit 2:07,63 min im Vorlauf über 800 m aus und gelangte über 1500 m mit 4:22,82 min auf den sechsten Platz. Anschließend startete sie über 800 m bei den Weltmeisterschaften in London, kam dort aber mit 2:03,19 min nicht über die erste Runde hinaus. 2019 klassierte sie sich bei den Panamerikanischen Spielen in Lima mit 2:02,68 min auf dem fünften Platz über 800 m und gelangte anschließend bei den Weltmeisterschaften in Doha bis ins Halbfinale, in dem sie mit 2:00,74 min ausschied. 2021 qualifizierte sie sich für die Olympischen Sommerspiele in Tokio und kam dort mit 2:02,45 min nicht über den Vorlauf hinaus.
2022 gelangte Butterworth bei den Hallenweltmeisterschaften in Belgrad bis ins Finale und belegte dort in 2:03,21 min den sechsten Platz. Im Juli erreichte sie bei den Weltmeisterschaften in Eugene das Halbfinale über 800 Meter und schied dort mit 2:01,39 s aus. Anschließend gelangte sie bei den Commonwealth Games in Birmingham mit 2:00,79 min auf Rang sieben.
In den Jahren 2018 und 2021 wurde Butterworth kanadische Meisterin im 800-Meter-Lauf.

## Persönliche Bestzeiten
- 800 Meter: 1:59,19 min, 15. Juni 2021 in Montreal
  - 800 Meter (Halle): 2:01,45 min, 27. Februar 2022 in Boston
- 1000 Meter: 2:37,26 min, 4. September 2020 in Brüssel
  - 1000 Meter (Halle): 2:37,85 min, 14. Februar 2020 in Boston
- 1500 Meter: 4:08,25 min, 14. Juni 2022 in Burnaby
  - 1500 Meter (Halle): 4:14,82 min, 25. Januar 2020 in Boston